# منتزه المعسكر
منتزه المعسكر (بالروسية: Лагерный сад) هو مُنتزه يقع في منطقة كيروفسكي في تومسك، على الضفة اليمنى العليا من نهر توم، في منطقة انهيار أرضي. تبلغ مساحته حوالي 40 هكتار.

## تاريخ
يقع المنتزه بالقرب من نهر توم، ويعتبر من أجمل المنتزهات في مدينة تومسك.
كان في الماضي معسكرا للجيش لذلك سمي بمنتزه المعسكر، وفي منتصف القرن التاسع عشر تم افتتاح المنتزه وتم وضع العديد من النُّصُب التذكارية تخليدا لمن استشهدوا في الحرب العالمية.

## صور

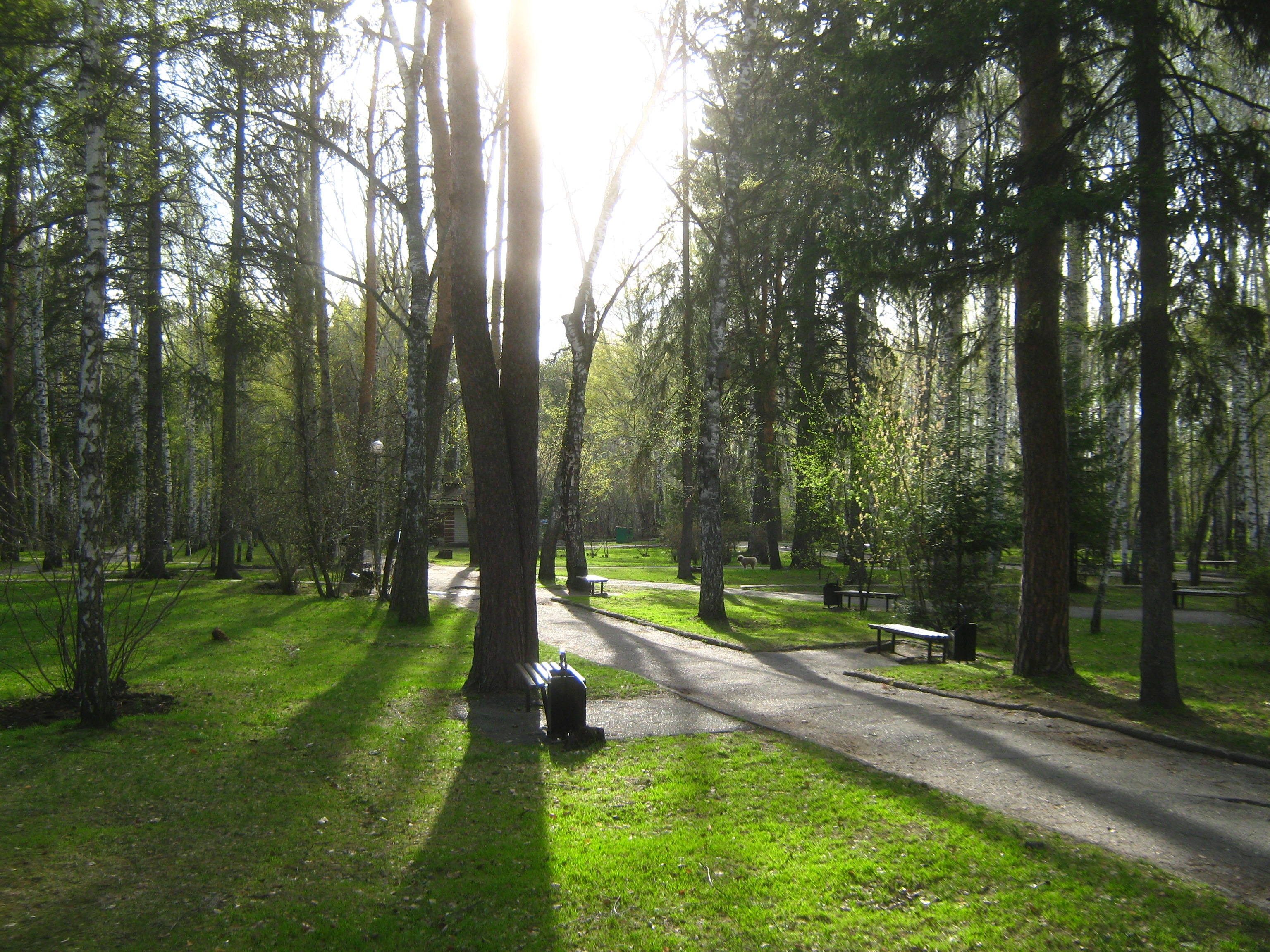
المنتزه في الصيف
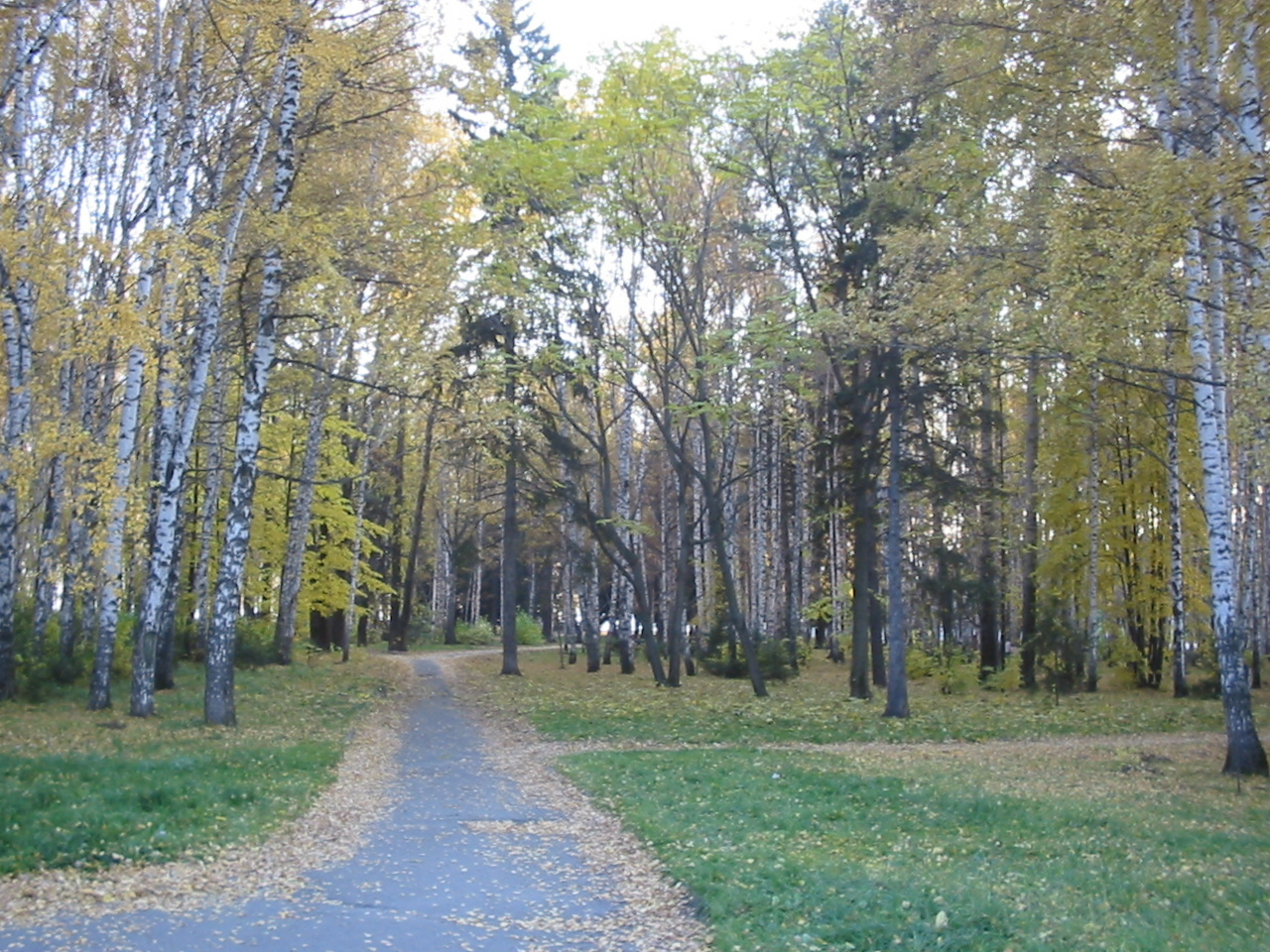
المنتزه في الخريف
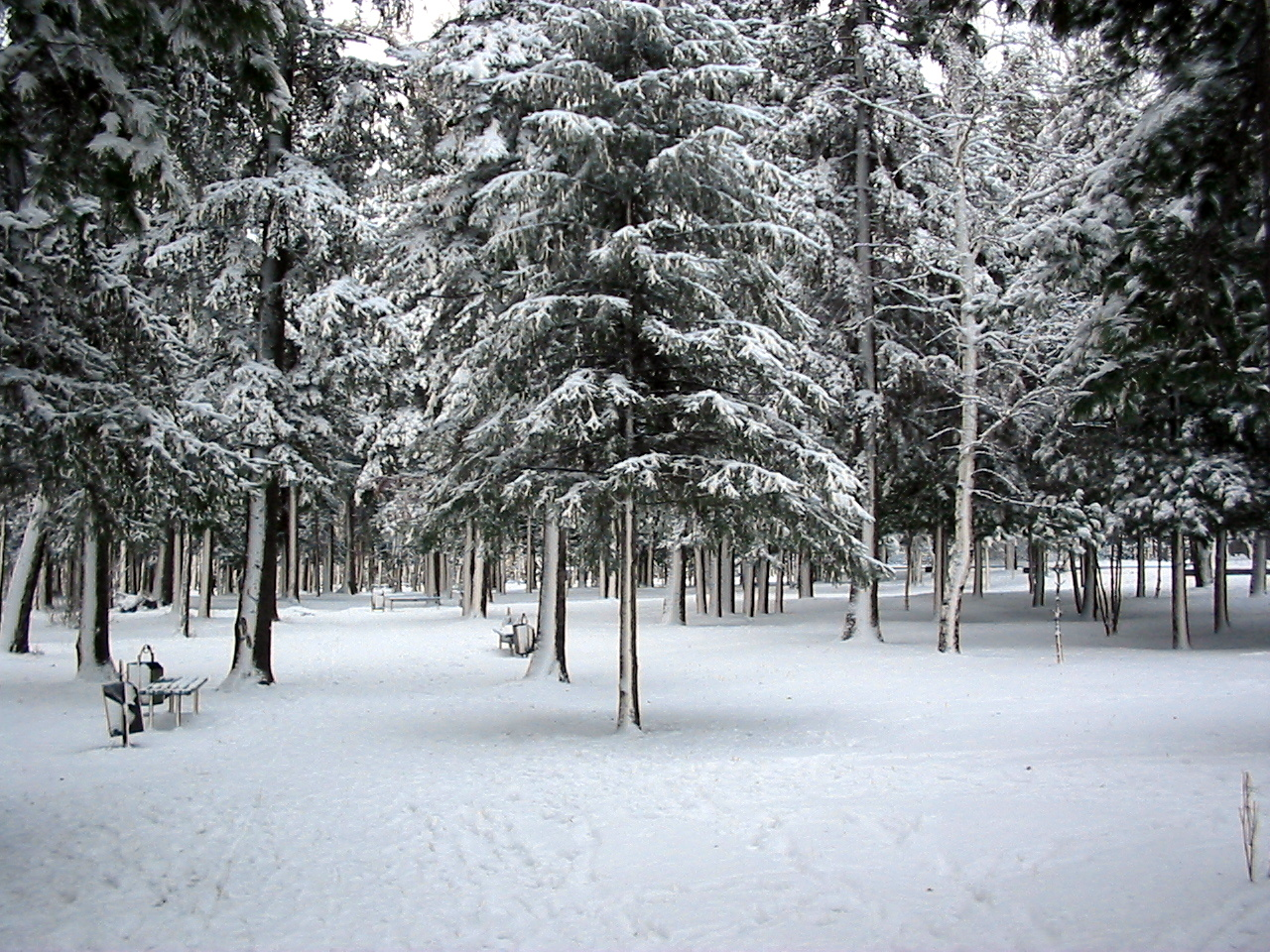
المنتزه في الشتاء
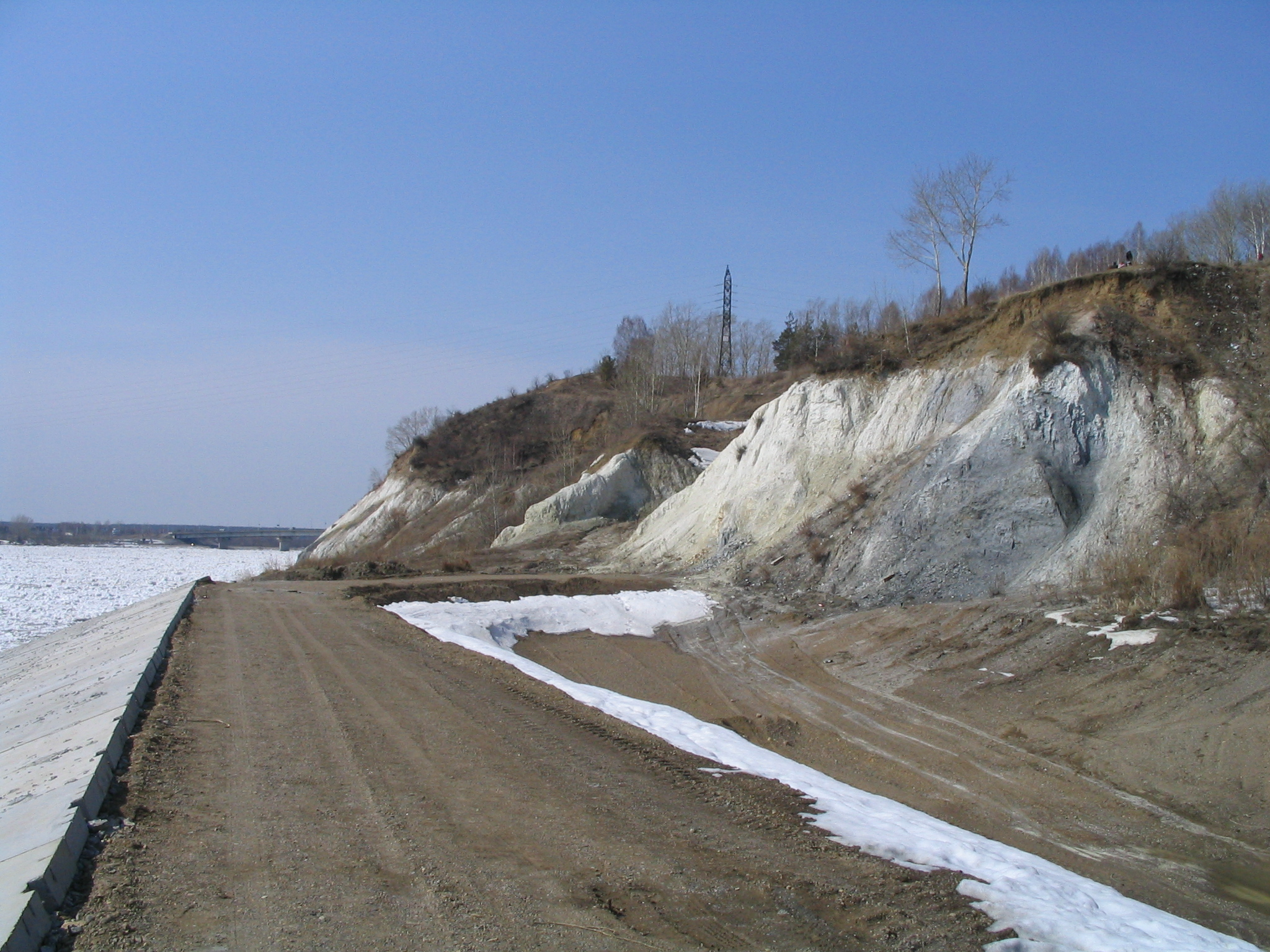
المنحدرات في الحديقة
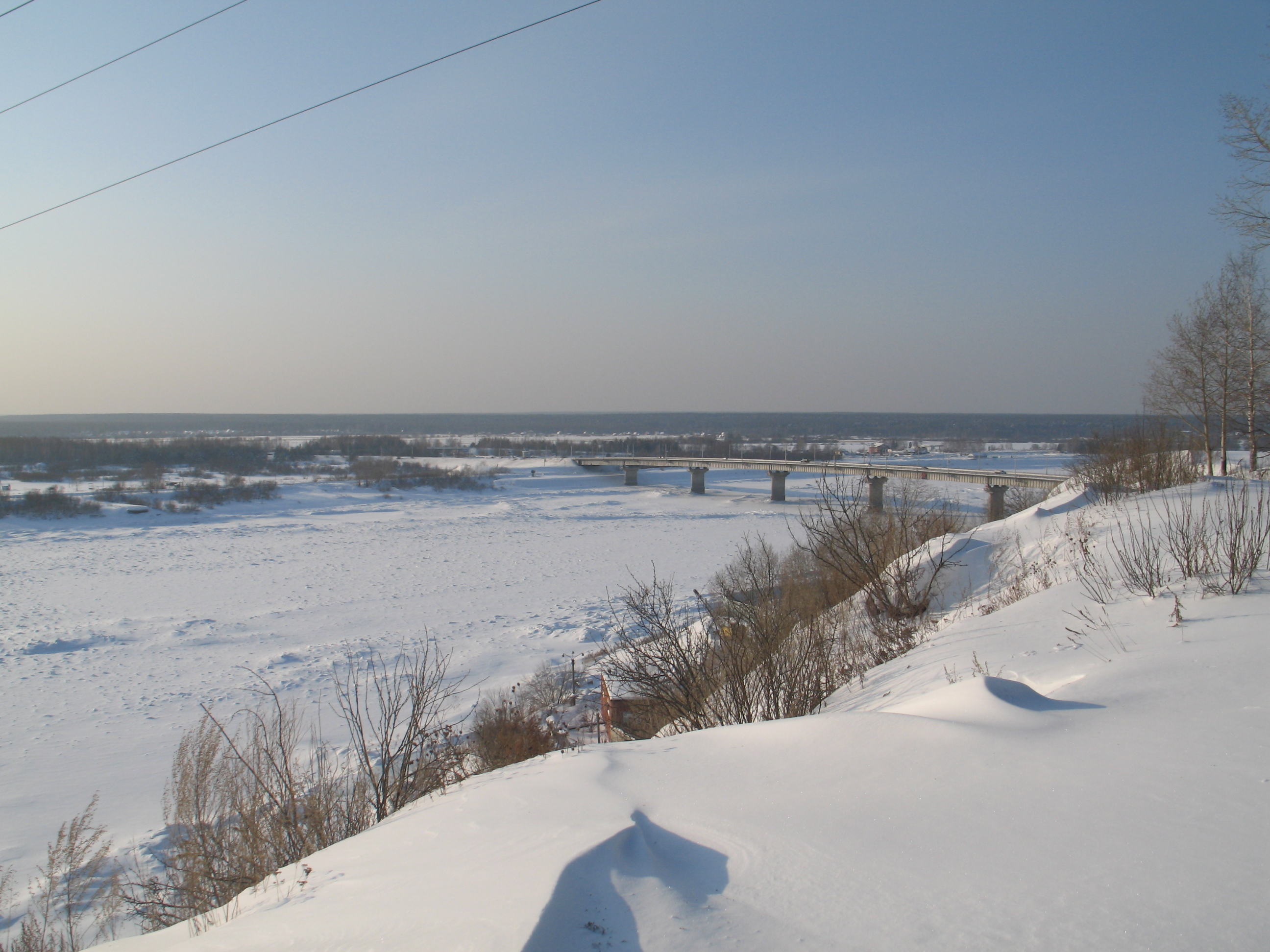
الجسر فوق نهر توم
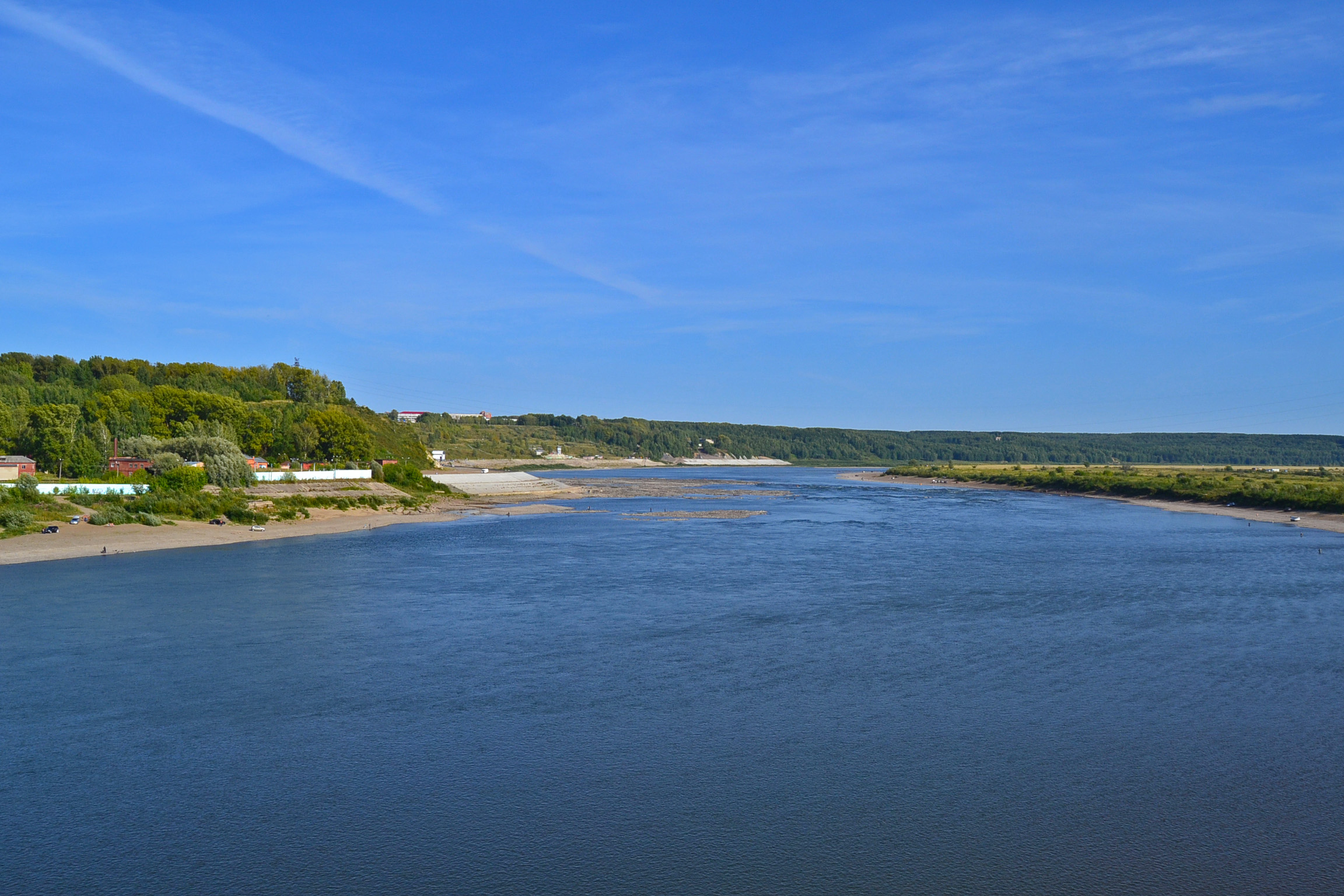
منظر من الجسر